# Masovni uzgoj životinja
Masovni uzgoj životinja ili intenzivno stočarstvo označava automatizirani oblik industrijske poljoprivrede stočarsva i uzgoja stoke za masovnu proizvodnju proizvoda životinjskog podrijetla kao što je primjerice meso, mlijeko ili kokošja jaja kroz držanje velikog broja životinja na vrlo ograničenom prostoru. Ne postoji precizna definicija broja životinja od kad se govori o intenzivnom stočarstvu. Masovni uzgoj životinja nije u skladu s prirodnim načinom uzgoja životinja.
Masovno stočarstvo dovelo je do povećane proizvodnosti, kao i do smanjivanje troškova proizvodnje koje rezultira nižim troškovima za proizvođače i niže cijene proizvoda za potrošače.
Masovni uzgoj životinja je širokim slojevima stanovništva bogatih zemalja omogućio svakodnevnu potrošnju mesa. Osim toga je proizvodnja mlijeka i jaja povećane u onoj mjeri da su ti proizvodi također postali svakodnevna, jeftina hrana.

## Kritika
- zagađenje okoliša
- staklenički plinovi

Masovni uzgoj životinja prouzroči oko 18 posto stakleničkih plinova
- zagađenje vode
- korištenje antibiotika i lijekova kao dodatak stočnoj hrani za zdravstvenu prevenciju.
- gubitak genetske raznolikosti